# Brian Morton
Pour les articles homonymes, voir Morton.
Brian Morton, né le 8 juillet 1955 à New York, est un écrivain américain.

## Œuvres

### Romans
- (en) The Dylanist, HarperCollins, 1991
- (en) Starting Out in the Evening, Crown, 1997
- Une fenêtre sur l'Hudson, Belfond, 2006 ((en) A Window Across the River, Harcourt, 2003), trad. Isabelle Maillet, 324 p.  (ISBN 978-2-714-44125-6)
- Des liens trop fragiles, Belfond, 2008 ((en) Breakable You, Harcourt, 2006), trad. Anouk Neuhoff, 372 p.  (ISBN 978-2-714-44313-7), adapté au cinéma sous le titre Breakable You en 2017.
- La Vie selon Florence Gordon, Plon, 2015 ((en) Florence Gordon, Harcourt, 2014), trad. Michèle Hechter, 320 p.  (ISBN 978-2-259-22946-3)